# Студенец (Пронский район)
Студенец — деревня в Пронском районе Рязанской области. Входит в Погореловское сельское поселение

## География
Находится в юго-западной части Рязанской области на расстоянии приблизительно 3 км на юго-восток по прямой от районного центра города Пронск.

## История
В 1859 году здесь было учтено 46 дворов, в 1897—147.

## Население
Численность населения: 530 человек (1859 год), 1139 (1897), 6 в 2002 году (русские 100 %), 0 в 2010.